# Нескю
Нескю́ (фр. Nescus) — коммуна во Франции, находится в регионе Юг — Пиренеи. Департамент коммуны — Арьеж. Входит в состав кантона Ла-Бастид-де-Серу. Округ коммуны — Фуа.
Код INSEE коммуны — 09216.

## Население
Население коммуны на 2008 год составляло 70 человек.
| 1962 | 1968 | 1975 | 1982 | 1990 | 1999 | 2008 |
| ---- | ---- | ---- | ---- | ---- | ---- | ---- |
| 60   | 41   | 41   | 38   | 40   | 61   | 70   |

## Экономика
В 2007 году среди 45 человек в трудоспособном возрасте (15—64 лет) 34 были экономически активными, 11 — неактивными (показатель активности — 75,6 %, в 1999 году было 80,0 %). Из 34 активных работали 31 человек (15 мужчин и 16 женщин), безработных было 3 (1 мужчина и 2 женщины). Среди 11 неактивных 4 человека были учениками или студентами, 4 — пенсионерами, 3 были неактивными по другим причинам.